# Zhang Li (javelot)
Pour les articles homonymes, voir Zhang Li.
Dans ce nom chinois, le nom de famille, Zhang, précède le nom personnel.
Zhang Li (née le 17 janvier 1989 dans le Jiangxi) est une athlète chinoise spécialiste du lancer du javelot. 
Son meilleur lancer est de 64,74 m à Wuhan en avril 2012. Elle avait lancé à 62,09 m à Pékin en 2008 pour son ancien record personnel.
Elle est médaillée d'or aux Championnats du monde d'athlétisme jeunesse 2005.